# 斯普林格斯維爾 (印地安納州)
斯普林格斯維爾（英語：Springersville）是位於美國印地安納州費耶特縣的一個非建制地區。該地的面積和人口皆未知。